# Gmina Wielowieś
Die Gemeinde Wielowieś (deutsch Langendorf) ist eine Landgemeinde (gmina wiejska) in Polen 14 km nördlich von Gliwice. Sie gehört dem Powiat Gliwicki in der Woiwodschaft Schlesien an. Der Gemeindesitz befindet sich in Wielowieś und die Gemeinde zählt etwa 6000 Einwohner.
In der Gemeinde befinden sich 13 Orte und 12 Schulzenämter. Bürgermeister ist Ginter Skowronek.

## Geographie

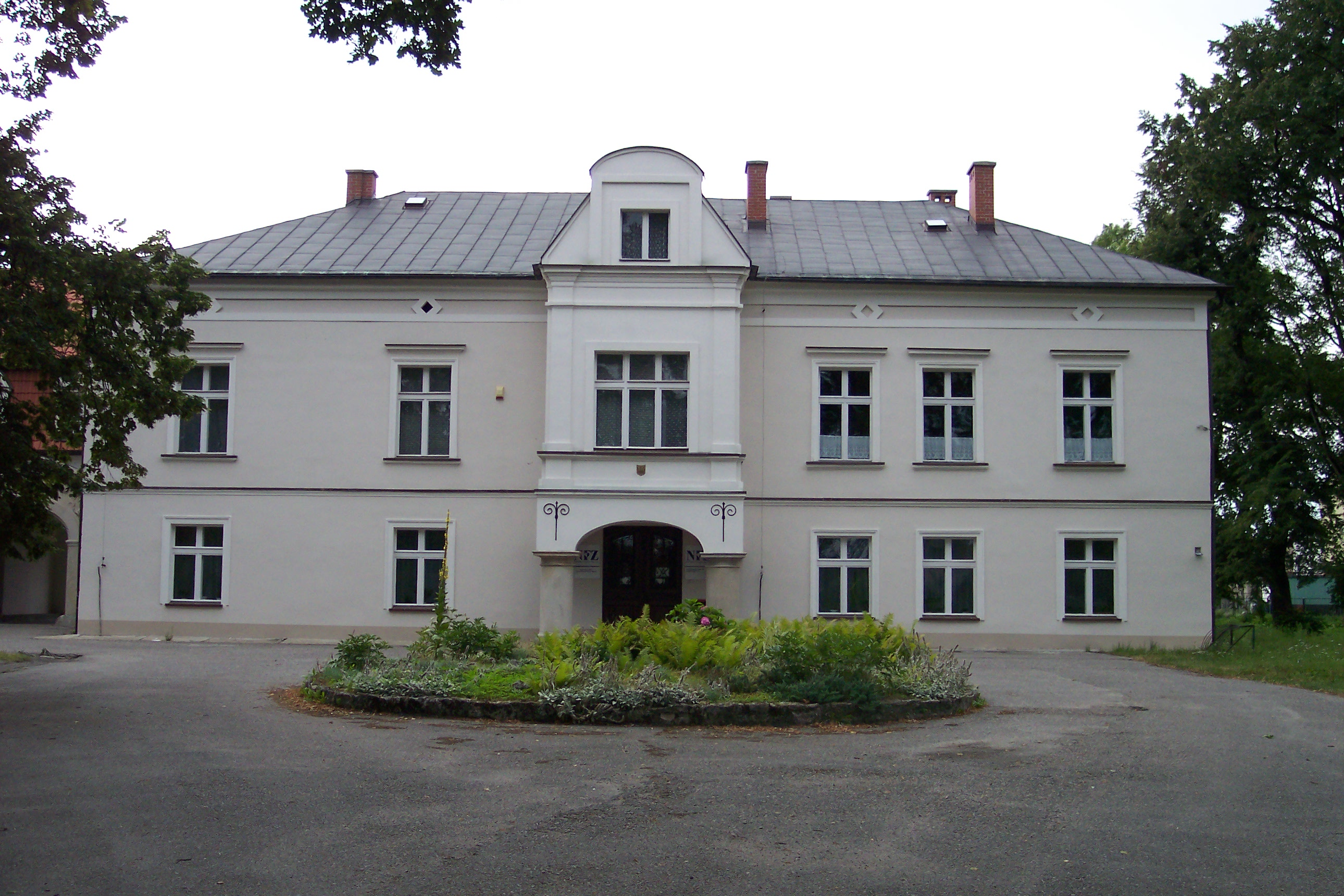
Gemeindesitz

### Geographische Lage
Die Gemeinde liegt im Westen der Woiwodschaft Schlesien und im zentralen Oberschlesien. Die Gemeinde liegt im Norden des Powiat Gliwicki und nördlich von Gliwice. Die Gemeinde grenzt im Norden an die Woiwodschaft Oppeln.

### Orte
- Błażejowice (Blaschowitz)
- Borowiany (Borowian)
- Czarków (Scharkow)
- Dąbrówka (Dombrowka)
- Gajowice (Giegowitz)
- Kieleczka (Kieleschka)
- Sieroty (Schieroth)
- Świbie (Schwieben)
- Radonia (Radun)
- Raduń (Kolonie Radun)
- Wielowieś (Langendorf)
- Wiśnicze (Wischnitz)
- Zacharzowice (Sacharsowitz)

### Fläche
Die Gemeindefläche der Gemeinde Wielowieś beträgt 116,59 km², davon sind:
- 65 % Flächen für die Landwirtschaft
- 27 % Waldflächen

Die Gemeinde nimmt 17,58 % der Fläche des Landkreises ein.

### Nachbargemeinden
Stadt Pyskowice, Gemeinde Toszek, Jemielnica, Strzelce Opolskie, Gmina Zawadzkie, Krupski Młyn, Tworóg und Zbrosławice

## Geschichte
1990 führte die Gemeinde Schulzenämter ein. Seit 1999 gehört die Gemeinde dem Powiat Gliwicki an und liegt in der Woiwodschaft Schlesien. 2007 zog die Gemeindeverwaltung von ihrem Gebäude in der ul. Główna 25 in das Schloss in Wielowieś.

## Politik
Die Gemeinde Wielowieś ist eine von 21 Gemeinden die dem Kommunalverband „Trias Opolski“ angehören.

### Gemeindevorsteher
An der Spitze der Verwaltung steht der Gemeindevorsteher. Seit 2006 war dies Ginter Skowronek, der 2024 nicht mehr kandidierte. Bei der turnusmäßigen Wahl im April 2024 kam es zu folgendem Ergebni:
- Kazimierz Pławszewski (Wahlkomitee „Gemeinsam für Gemeinde und Landkreis“) 63,2 % der Stimmen
- Aleksander Latoska (Wahlkomitee „Gemeinsam für die Bewohner“) 36,8 % der Stimmen

Damit wurde Pławszewski bereits im ersten Wahlgang zum neuen Gemeindevorsteher gewählt.
Bei der turnusmäßigen Wahl im Oktober 2018 wurde Amtsinhaber Ginter Skowronek (Wahlkomitee „Zustimmung und Zukunft“) ohne Gegenkandidaten mit 80,6 % der Stimmen wiedergewählt.

### Gemeinderat
Der Gemeinderat von Wielowieś besteht aus 15 Mitgliedern, die in Einzelwahlkreisen gewählt werden. Die Wahl 2024 führte zu folgendem Ergebnis:
- Wahlkomitee „Gemeinsam für die Bewohner“ 54,7 % der Stimmen, 9 Sitze
- Wahlkomitee „Gemeinsam für Gemeinde und Landkreis“ 45,3 % der Stimmen, 6 Sitze

Die Wahl 2018 führte zu folgendem Ergebnis:
- Wahlkomitee „Zustimmung und Zukunft“ 52,3 % der Stimmen, 9 Sitze
- Wahlkomitee „Zeit für Veränderung“ 44,8 % der Stimmen, 6 Sitze
- Übrige 2,9 % der Stimmen, kein Sitz

### Wappen
Das Wappen der Gemeinde, gleichzeitig Wappen des Ortes Wielowieś, stellt eine Sense und eine Wiese auf blauem Grund dar. Das Wappen weist auf den landwirtschaftlichen Charakter des Ortes hin.

## Bevölkerung
8 % der Einwohner der Gemeinde haben sich 2002 als Deutsche angegeben, 18 % bekannten sich als Schlesier.

### Sprache
Die Einwohner sprechen den polnischen Dialekt schlesisch, deutsch und polnisch.

### Religion
Der Großteil der Einwohner ist römisch-katholisch. Ein weiterer Teil ist evangelisch oder gehört den Zeugen Jehovas an.

## Kultur und Sehenswürdigkeiten
- Schlösser in Wielowieś, Świbie, Dąbrówka, Radonia und Wiśnicze
- Kirchen in Wielowieś, Świbie, Dąbrówka, Wiśnicze, Zacharzowice und Sieroty.
- Naturreservat „Hubert“; in diesem Reservat sollen ca. 100 verschiedene Pflanzenarten existieren. Im Reservat befindet sich der Hubertussee.

## Wirtschaft und Infrastruktur
Die Gemeinde ist geprägt von Landwirtschaft.